# Liste der Mitglieder des Landtags von Baden-Württemberg (14. Wahlperiode)
Diese Liste gibt einen Überblick über alle Mitglieder des 14. baden-württembergischen Landtages (2006–2011) mit Fraktionszugehörigkeit, Wahlkreis und Stimmenanteil.
Der 14. Landtag wurde am 26. März 2006 gewählt. Die erste Plenarsitzung fand am 13. Juni 2006 statt. Die Wahlperiode endete am 30. April 2011.

## Zusammensetzung des Landtags
Aus der Landtagswahl ging die CDU mit einem Stimmenanteil von 44,2 Prozent als stärkste Partei hervor, die SPD erhielt 25,2 Prozent, Bündnis 90/Die Grünen 11,7 Prozent und die FDP/DVP 10,7 Prozent. Daraus ergab sich folgende Mandatsverteilung:
| Fraktion              | Sitze |
| --------------------- | ----- |
| CDU                   | 069   |
| SPD                   | 038   |
| Bündnis 90/Die Grünen | 017   |
| FDP/DVP               | 015   |
| Gesamt                | 139   |

Oswald Metzger, für die Grünen im Wahlkreis Biberach in den Landtag eingezogen, beendete am 27. November 2007 die Mitgliedschaft in seiner Partei und war danach fraktionsloser Abgeordneter. Die Fraktion der Grünen hatte in dieser Zeit dementsprechend nur 16 Mitglieder. Zum 8. Februar 2008 legte er sein Landtagsmandat nieder, am 18. Februar 2008 folgte Eugen Schlachter aus Biberach.

## Präsidium
Das Präsidium des Landtags bestand aus 18 Mitgliedern. Präsident des Landtags war Peter Straub (CDU). Seine beiden Stellvertreter waren Wolfgang Drexler (SPD) und Christa Vossschulte (CDU).

## Ausschüsse
Der Landtag hat in der 14. Wahlperiode zwölf Ausschüsse gebildet:
| Ausschuss                                       | Vorsitzender                                                                     |
| ----------------------------------------------- | -------------------------------------------------------------------------------- |
| Ständiger Ausschuss                             | Winfried Mack, CDU                                                               |
| Finanzausschuss                                 | Ingo Rust, SPD                                                                   |
| Wirtschaftsausschuss                            | Veronika Netzhammer, CDU                                                         |
| Innenausschuss                                  | Hans Georg Junginger, SPD bis 31. August 2009 Walter Heiler ab 1. September 2009 |
| Ausschuss für Schule, Jugend und Sport          | Norbert Zeller, SPD                                                              |
| Umweltausschuss                                 | Ulrich Müller, CDU                                                               |
| Sozialausschuss                                 | Brigitte Lösch, Grüne                                                            |
| Ausschuss Ländlicher Raum und Landwirtschaft    | Karl Traub, CDU                                                                  |
| Ausschuss für Wissenschaft, Forschung und Kunst | Dieter Kleinmann, FDP/DVP                                                        |
| Europaausschuss                                 | Gerhard Stratthaus, CDU                                                          |
| Petitionsausschuss                              | Jörg Döpper, CDU                                                                 |
| Wahlprüfungsausschuss                           | Klaus Herrmann, CDU                                                              |

Daneben bestehen das Gremium nach Artikel 10 Grundgesetz und der Ausschuss nach Artikel 62 der Landesverfassung, der auch als Notparlament bezeichnet wird.

## Abgeordnete
| Name                   | Lebensdaten | Fraktion | Wahlkreis                    | Mandat                       | Anteil | Anmerkung                                                                                                |
| ---------------------- | ----------- | -------- | ---------------------------- | ---------------------------- | ------ | --- |
| Katrin Altpeter        | 1963        | SPD      | 15 Waiblingen                | Zweitmandat                  | 27,2 % | |
| Birgit Arnold          | 1951        | FDP/DVP  | 39 Weinheim                  | Zweitmandat                  | 10,2 % | |
| Dietmar Bachmann       | 1962        | FDP/DVP  | 02 Stuttgart II              | Zweitmandat                  | 14,5 % | |
| Theresia Bauer         | 1965        | Grüne    | 34 Heidelberg                | Zweitmandat                  | 21,0 % | |
| Christoph Bayer        | 1948        | SPD      | 48 Breisgau                  | Zweitmandat                  | 26,0 % | |
| Norbert Beck           | 1954        | CDU      | 45 Freudenstadt              | Nachrücker im Direktmandat   | 44,6 % | eingetreten am 19. September 2007 als Nachfolger für Carmina Brenner                                     |
| Ernst Behringer        | 1942–2023   | CDU      | 70 Sigmaringen               | Direktmandat                 | 53,8 % | |
| Heiderose Berroth      | 1947–2022   | FDP/DVP  | 06 Leonberg                  | Zweitmandat                  | 13,4 % | |
| Dietrich Birk          | 1967        | CDU      | 10 Göppingen                 | Direktmandat                 | 44,3 % | |
| Thomas Blenke          | 1960        | CDU      | 43 Calw                      | Direktmandat                 | 44,2 % | |
| Thomas Bopp            | 1952        | CDU      | 02 Stuttgart II              | Nachrücker im Direktmandat   | 38,0 % | eingetreten am 2. Juni 2008 als Nachfolger für Christoph Palmer                                          |
| Monika Bormann         | 1953        | CDU      | 62 Tübingen                  | Nachrückerin im Direktmandat | 38,6 % | eingetreten am 8. Januar 2008 als Nachfolgerin für Klaus Tappeser                                        |
| Stephan Braun          | 1959        | SPD      | 05 Böblingen                 | Zweitmandat                  | 25,3 % | |
| Carla Bregenzer        | 1946        | SPD      | 08 Kirchheim unter Teck      | Zweitmandat                  | 25,4 % | ausgeschieden am 30. April 2008 (Nachfolgerin: Sabine Fohler)                                            |
| Carmina Brenner        | 1957        | CDU      | 45 Freudenstadt              | Direktmandat                 | 44,6 % | ausgeschieden am 16. September 2007 (Nachfolger: Norbert Beck)                                           |
| Tobias Brenner         | 1961        | SPD      | 06 Leonberg                  | Nachrücker im Zweitmandat    | 22,7 % | eingetreten am 1. Januar 2010 für Birgit Kipfer                                                          |
| Elke Brunnemer         | 1952        | CDU      | 41 Sinsheim                  | Direktmandat                 | 43,6 % | |
| Friedrich Bullinger    | 1953        | FDP/DVP  | 22 Schwäbisch Hall           | Zweitmandat                  | 14,4 % | |
| Fritz Buschle          | 1951        | SPD      | 55 Tuttlingen-Donaueschingen | Zweitmandat                  | 20,4 % | |
| Monika Chef            | 1958        | FDP/DVP  | 14 Bietigheim-Bissingen      | Zweitmandat                  | 11,4 % | |
| Jörg Döpper            | 1942        | CDU      | 09 Nürtingen                 | Direktmandat                 | 41,2 % | |
| Wolfgang Drexler       | 1946        | SPD      | 07 Esslingen am Neckar       | Zweitmandat                  | 31,2 % | |
| Dieter Ehret           | 1959        | FDP/DVP  | 49 Emmendingen               | Zweitmandat                  | 11,7 % | |
| Friedhelm Ernst        | 1946–2015   | FDP/DVP  | 29 Bruchsal                  | Nachrücker im Zweitmandat    | 10,3 % | nachgerückt am 8. September 2009 als Nachfolger für Michael Theurer                                      |
| Beate Fauser           | 1949        | FDP/DVP  | 43 Calw                      | Zweitmandat                  | 12,6 % | |
| Albrecht Fischer       | 1950        | CDU      | 13 Vaihingen                 | Nachrücker im Direktmandat   | 45,2 % | eingetreten am 6. Februar 2010 als Nachfolger für Günther Oettinger                                      |
| Gundolf Fleischer      | 1943        | CDU      | 48 Breisgau                  | Direktmandat                 | 44,9 % | |
| Sabine Fohler          | 1963        | SPD      | 08 Kirchheim                 | Nachrückerin im Zweitmandat  | 25,4 % | eingetreten am 1. Mai 2008 als Nachfolgerin für Carla Bregenzer                                          |
| Michael Föll           | 1965        | CDU      | 04 Stuttgart IV              | Direktmandat                 | 36,8 % | ausgeschieden am 30. September 2008 (Nachfolgerin: Ilse Unold)                                           |
| Reinhold Gall          | 1956        | SPD      | 20 Neckarsulm                | Zweitmandat                  | 28,4 % | |
| Ulrich Goll            | 1950        | FDP/DVP  | 15 Waiblingen                | Zweitmandat                  | 14,1 % | |
| Manfred Groh           | 1948        | CDU      | 27 Karlsruhe I               | Direktmandat                 | 36,4 % | |
| Rosa Grünstein         | 1948        | SPD      | 40 Schwetzingen              | Zweitmandat                  | 31,2 % | |
| Friedlinde Gurr-Hirsch | 1954        | CDU      | 19 Eppingen                  | Direktmandat                 | 44,3 % | |
| Gustav-Adolf Haas      | 1935–2013   | SPD      | 46 Freiburg I                | Zweitmandat                  | 22,3 % | ausgeschieden am 5. November 2009 (Nachfolger: Walter Krögner)                                           |
| Hans-Martin Haller     | 1949        | SPD      | 63 Balingen                  | Zweitmandat                  | 26,2 % | |
| Rita Haller-Haid       | 1950        | SPD      | 62 Tübingen                  | Zweitmandat                  | 22,0 % | |
| Peter Hauk             | 1960        | CDU      | 38 Neckar-Odenwald           | Direktmandat                 | 53,7 % | seit Februar 2010 Fraktionsvorsitzender                                                                  |
| Rudolf Hausmann        | 1954        | SPD      | 60 Reutlingen                | Zweitmandat                  | 24,0 % | |
| Ursula Haußmann        | 1953–2012   | SPD      | 26 Aalen                     | Zweitmandat                  | 24,3 % | |
| Helen Heberer          | 1950        | SPD      | 36 Mannheim II               | Zweitmandat                  | 29,4 % | |
| Walter Heiler          | 1954        | SPD      | 29 Bruchsal                  | Zweitmandat                  | 27,3 % | |
| Hans Heinz             | 1951        | CDU      | 16 Schorndorf                | Direktmandat                 | 44,8   | |
| Klaus Herrmann         | 1959        | CDU      | 12 Ludwigsburg               | Direktmandat                 | 38,8 % | |
| Dieter Hillebrand      | 1951        | CDU      | 60 Reutlingen                | Direktmandat                 | 41,1 % | |
| Bernd Hitzler          | 1957        | CDU      | 24 Heidenheim                | Direktmandat                 | 43,4 % | |
| Peter Hofelich         | 1952        | SPD      | 10 Göppingen                 | Zweitmandat                  | 29,0 % | |
| Andreas Hoffmann       | 1960        | CDU      | 56 Konstanz                  | Direktmandat                 | 40,6 % | |
| Manfred Hollenbach     | 1946        | CDU      | 14 Bietigheim-Bissingen      | Direktmandat                 | 41,4 % | |
| Karl-Wolfgang Jägel    | 1957        | CDU      | 32 Rastatt                   | Direktmandat                 | 46,0 % | |
| Karl-Heinz Joseph      | 1954–2007   | SPD      | 38 Neckar-Odenwald           | Zweitmandat                  | 28,4 % | † 6. Mai 2007 (Nachfolger: Georg Nelius)                                                                 |
| Hans Georg Junginger   | 1943        | SPD      | 39 Weinheim                  | Zweitmandat                  | 27,2 % | ausgeschieden am 31. August 2009 (Nachfolger: Gerhard Kleinböck)                                         |
| Gunter Kaufmann        | 1944        | SPD      | 32 Rastatt                   | Zweitmandat                  | 28,2 % | |
| Birgit Kipfer          | 1943        | SPD      | 06 Leonberg                  | Zweitmandat                  | 22,7 % | ausgeschieden am 31. Dezember 2009 (Nachfolger: Tobias Brenner)                                          |
| Karl Klein             | 1956        | CDU      | 37 Wiesloch                  | Direktmandat                 | 49,1 % | |
| Gerhard Kleinböck      | 1952        | SPD      | 39 Weinheim                  | Nachrücker im Zweitmandat    | 27,2 % | eingetreten am 31. August 2009 als Nachfolger für Hans Georg Junginger                                   |
| Dieter Kleinmann       | 1953        | FDP/DVP  | 53 Rottweil                  | Zweitmandat                  | 14,0 % | |
| Wilfried Klenk         | 1959        | CDU      | 17 Backnang                  | Direktmandat                 | 44,7 % | |
| Hagen Kluck            | 1943        | FDP/DVP  | 60 Reutlingen                | Zweitmandat                  | 11,9 % | |
| Thomas Knapp           | 1959        | SPD      | 44 Enz                       | Zweitmandat                  | 26,7 % | |
| Rudolf Köberle         | 1953        | CDU      | 69 Ravensburg                | Direktmandat                 | 49,3 % | |
| Joachim Kößler         | 1950        | CDU      | 30 Bretten                   | Direktmandat                 | 43,6 % | |
| Winfried Kretschmann   | 1948        | Grüne    | 09 Nürtingen                 | Zweitmandat                  | 13,7 % | Fraktionsvorsitzender                                                                                    |
| Walter Krögner         | 1963        | SPD      | 46 Freiburg I                | Nachrücker im Zweitmandat    | 22,3 % | eingetreten am 5. November 2009 als Nachfolger für Gustav-Adolf Haas                                     |
| Andrea Krueger         | 1957        | CDU      | 01 Stuttgart I               | Direktmandat                 | 31,5 % | |
| Jochen Kübler          | 1953        | CDU      | 21 Hohenlohe                 | Direktmandat                 | 49,8 % | |
| Sabine Kurtz           | 1961        | CDU      | 06 Leonberg                  | Direktmandat                 | 43,0 % | |
| Bernhard Lasotta       | 1969–2019   | CDU      | 20 Neckarsulm                | Direktmandat                 | 46,4 % | |
| Ursula Lazarus         | 1942        | CDU      | 33 Baden-Baden               | Direktmandat                 | 48,5 % | |
| Siegfried Lehmann      | 1955        | Grüne    | 56 Konstanz                  | Zweitmandat                  | 18,9 % | |
| Johanna Lichy          | 1949        | CDU      | 18 Heilbronn                 | Direktmandat                 | 42,4 % | |
| Paul Locherer          | 1955        | CDU      | 68 Wangen im Allgäu          | Direktmandat                 | 58,0 % | |
| Reinhard Löffler       | 1954        | CDU      | 03 Stuttgart III             | Direktmandat                 | 39,1 % | |
| Brigitte Lösch         | 1962        | Grüne    | 01 Stuttgart I               | Zweitmandat                  | 24,0 % | |
| Ulrich Lusche          | 1968        | CDU      | 58 Lörrach                   | Direktmandat                 | 38,2 % | |
| Winfried Mack          | 1965        | CDU      | 26 Aalen                     | Direktmandat                 | 49,0 % | |
| Stefan Mappus          | 1966        | CDU      | 42 Pforzheim                 | Direktmandat                 | 46,8 % | Fraktionsvorsitzender bis Februar 2010                                                                   |
| Frank Mentrup          | 1964        | SPD      | 35 Mannheim I                | Direktmandat                 | 40,0 % | |
| Oswald Metzger         | 1954        | Grüne    | 66 Biberach                  | Zweitmandat                  | 16,7 % | ab 27. November 2007 fraktionslos Mandat niedergelegt zum 8. Februar 2008 (Nachfolger: Eugen Schlachter) |
| Bärbl Mielich          | 1952        | Grüne    | 48 Breisgau                  | Zweitmandat                  | 14,1 % | |
| Ulrich Müller          | 1944        | CDU      | 67 Bodensee                  | Direktmandat                 | 44,2 % | |
| Bernd Murschel         | 1956        | Grüne    | 06 Leonberg                  | Zweitmandat                  | 12,6 % | |
| Georg Nelius           | 1949        | SPD      | 38 Neckar-Odenwald           | Nachrücker im Zweitmandat    | 28,4 % | eingetreten am 18. Mai 2007 als Nachfolger für Karl-Heinz Joseph                                         |
| Paul Nemeth            | 1965        | CDU      | 05 Böblingen                 | Direktmandat                 | 43,3 % | |
| Veronika Netzhammer    | 1952        | CDU      | 57 Singen                    | Direktmandat                 | 47,2 % | |
| Ilka Neuenhaus         | 1964        | Grüne    | 62 Tübingen                  | Nachrückerin im Zweitmandat  | 22,1 % | eingetreten am 26. Mai 2007 als Nachfolgerin für Boris Palmer                                            |
| Ulrich Noll            | 1946–2011   | FDP/DVP  | 09 Nürtingen                 | Zweitmandat                  | 13,8 % | Fraktionsvorsitzender bis Juni 2009                                                                      |
| Thomas Oelmayer        | 1954        | Grüne    | 64 Ulm                       | Zweitmandat                  | 17,5 % | |
| Günther Oettinger      | 1953        | CDU      | 13 Vaihingen                 | Direktmandat                 | 45,2 % | ausgeschieden am 5. Februar 2010 (Nachfolger: Albrecht Fischer)                                          |
| Christoph Palm         | 1966        | CDU      | 15 Waiblingen                | Direktmandat                 | 42,2 % | |
| Boris Palmer           | 1972        | Grüne    | 62 Tübingen                  | Zweitmandat                  | 22,1 % | Mandat niedergelegt zum 25. Mai 2007 (Nachfolgerin: Ilka Neuenhaus)                                      |
| Christoph Palmer       | 1962        | CDU      | 02 Stuttgart II              | Direktmandat                 | 38,0 % | Mandat niedergelegt zum 31. Mai 2008 (Nachfolger: Thomas Bopp)                                           |
| Günther-Martin Pauli   | 1965        | CDU      | 63 Balingen                  | Direktmandat                 | 50,4 % | |
| Ernst Pfister          | 1947–2022   | FDP/DVP  | 55 Tuttlingen-Donaueschingen | Zweitmandat                  | 16,4 % | |
| Werner Pfisterer       | 1949        | CDU      | 34 Heidelberg                | Direktmandat                 | 34,6 % | |
| Reinhold Pix           | 1955        | Grüne    | 46 Freiburg I                | Zweitmandat                  | 23,2 % | |
| Rainer Prewo           | 1945        | SPD      | 43 Calw                      | Zweitmandat                  | 24,4 % | |
| Margot Queitsch        | 1946        | SPD      | 47 Freiburg II               | Zweitmandat                  | 28,2 % | |
| Werner Raab            | 1947        | CDU      | 31 Ettlingen                 | Direktmandat                 | 46,7 % | |
| Renate Rastätter       | 1947        | Grüne    | 28 Karlsruhe II              | Zweitmandat                  | 16,4 % | |
| Helmut Rau             | 1950        | CDU      | 50 Lahr                      | Direktmandat                 | 50,3 % | |
| Nicole Razavi          | 1965        | CDU      | 11 Geislingen                | Direktmandat                 | 45,9 % | |
| Heribert Rech          | 1950        | CDU      | 29 Bruchsal                  | Direktmandat                 | 49,0   | |
| Klaus Dieter Reichardt | 1954        | CDU      | 36 Mannheim II               | Direktmandat                 | 38,6 % | Mandat niedergelegt zum 1. März 2011 (Nachfolgerin: Rebekka Schmitt-Illert)                              |
| Wolfgang Reinhart      | 1956        | CDU      | 23 Main-Tauber               | Direktmandat                 | 54,4 % | |
| Martin Rivoir          | 1960        | SPD      | 64 Ulm                       | Zweitmandat                  | 24,4 % | |
| Karl-Wilhelm Röhm      | 1951        | CDU      | 61 Hechingen-Münsingen       | Direktmandat                 | 48,1 % | |
| Karl Rombach           | 1951        | CDU      | 54 Villingen-Schwenningen    | Direktmandat                 | 49,4 % | |
| Christine Rudolf       | 1965        | SPD      | 14 Bietigheim-Bissingen      | Zweitmandat                  | 26,2 % | |
| Helmut Walter Rüeck    | 1962        | CDU      | 22 Schwäbisch Hall           | Direktmandat                 | 38,3 % | |
| Hans-Ulrich Rülke      | 1961        | FDP      | 44 Enz                       | Zweitmandat                  | 13,8 % | seit Juni 2009 Fraktionsvorsitzender                                                                     |
| Ingo Rust              | 1978        | SPD      | 19 Eppingen                  | Zweitmandat                  | 26,3 % | |
| Nikolaos Sakellariou   | 1962        | SPD      | 22 Schwäbisch Hall           | Zweitmandat                  | 27,6 % | |
| Bernhard Schätzle      | 1954        | CDU      | 47 Freiburg II               | Direktmandat                 | 30,3 % | |
| Volker Schebesta       | 1971        | CDU      | 51 Offenburg                 | Direktmandat                 | 50,5 % | |
| Stefan Scheffold       | 1959        | CDU      | 25 Schwäbisch Gmünd          | Direktmandat                 | 48,2 % | |
| Winfried Scheuermann   | 1938        | CDU      | 44 Enz                       | Direktmandat                 | 40,1 % | |
| Eugen Schlachter       | 1957        | Grüne    | 66 Biberach                  | Nachrücker im Zweitmandat    | 16,7 % | eingetreten am 18. Februar 2008 für Oswald Metzger                                                       |
| Nils Schmid            | 1973        | SPD      | 09 Nürtingen                 | Zweitmandat                  | 23,0 % | |
| Rebekka Schmitt-Illert | 1977        | CDU      | 36 Mannheim II               | Nachfolgerin im Direktmandat | 38,6 % | eingetreten im März 2011 für Klaus Dieter Reichardt                                                      |
| Claus Schmiedel        | 1951        | SPD      | 12 Ludwigsburg               | Zweitmandat                  | 25,9 % | seit Januar 2008 Fraktionsvorsitzender                                                                   |
| Peter Schneider        | 1958        | CDU      | 66 Biberach                  | Direktmandat                 | 51,2 % | |
| Klaus Schüle           | 1963        | CDU      | 46 Freiburg I                | Direktmandat                 | 40,0 % | |
| Katrin Schütz          | 1967        | CDU      | 28 Karlsruhe II              | Direktmandat                 | 38,2 % | |
| Marcel Schwehr         | 1966        | CDU      | 49 Emmendingen               | Direktmandat                 | 39,4 % | |
| Hans-Ulrich Sckerl     | 1951–2022   | Grüne    | 39 Weinheim                  | Zweitmandat                  | 12,6 % | |
| Edith Sitzmann         | 1963        | Grüne    | 47 Freiburg II               | Zweitmandat                  | 24,2 % | |
| Gisela Splett          | 1967        | Grüne    | 27 Karlsruhe I               | Zweitmandat                  | 16,2 % | |
| Willi Stächele         | 1951        | CDU      | 52 Kehl                      | Direktmandat                 | 48,6 % | |
| Wolfgang Staiger       | 1947–2023   | SPD      | 24 Heidenheim                | Zweitmandat                  | 33,7 % | ausgeschieden am 31. März 2009 (Nachfolger: Andreas Stoch)                                               |
| Wolfgang Stehmer       | 1951        | SPD      | 13 Vaihingen                 | Zweitmandat                  | 23,9 % | |
| Rainer Stickelberger   | 1951        | SPD      | 58 Lörrach                   | Zweitmandat                  | 31,6 % | |
| Johannes Stober        | 1968        | SPD      | 27 Karlsruhe I               | Zweitmandat                  | 28,2 % | |
| Andreas Stoch          | 1969        | SPD      | 24 Heidenheim                | Nachrücker im Zweitmandat    | 33,7 % | eingetreten zum 1. April 2009 als Nachfolger für Wolfgang Staiger                                        |
| Monika Stolz           | 1951        | CDU      | 64 Ulm                       | Direktmandat                 | 43,8 % | |
| Gerhard Stratthaus     | 1942        | CDU      | 40 Schwetzingen              | Direktmandat                 | 43,9 % | |
| Peter Straub           | 1939        | CDU      | 59 Waldshut                  | Direktmandat                 | 44,3 % | |
| Klaus Tappeser         | 1957        | CDU      | 62 Tübingen                  | Direktmandat                 | 38,6 % | ausgeschieden am 7. Januar 2008 (Nachfolgerin: Monika Bormann)                                           |
| Stefan Teufel          | 1972        | CDU      | 53 Rottweil                  | Direktmandat                 | 48,4 % | |
| Michael Theurer        | 1967        | FDP      | 45 Freudenstadt              | Zweitmandat                  | 19,8 % | Mandat niedergelegt am 31. August 2009 (Nachfolger: Friedhelm Ernst)                                     |
| Karl Traub             | 1941–2021   | CDU      | 65 Ehingen                   | Direktmandat                 | 54,6 % | |
| Ilse Unold             | 1942–2016   | CDU      | 04 Stuttgart IV              | Nachrückerin im Direktmandat | 36,8 % | eingetreten zum 1. Oktober 2008 als Nachfolgerin für Michael Föll                                        |
| Franz Untersteller     | 1957        | Grüne    | 14 Bietigheim-Bissingen      | Zweitmandat                  | 11,4 % | |
| Ute Vogt               | 1964        | SPD      | 30 Bretten                   | Zweitmandat                  | 31,4 % | ausgeschieden am 30. September 2009 (Nachfolger Wolfgang Wehowsky) Fraktionsvorsitzende bis Januar 2008  |
| Christa Vossschulte    | 1944        | CDU      | 07 Esslingen                 | Direktmandat                 | 40,0 % | |
| Georg Wacker           | 1962        | CDU      | 39 Weinheim                  | Direktmandat                 | 42,6 % | |
| Jürgen Walter          | 1957        | Grüne    | 12 Ludwigsburg               | Zweitmandat                  | 15,1 % | |
| Wolfgang Wehowsky      | 1950        | SPD      | 30 Bretten                   | Nachrücker im Zweitmandat    | 31,4 % | eingetreten zum 1. Oktober 2009 als Nachfolger für Ute Vogt                                              |
| Hans-Peter Wetzel      | 1950–2025   | FDP/DVP  | 67 Bodensee                  | Zweitmandat                  | 11,6 % | |
| Alfred Winkler         | 1946        | SPD      | 59 Waldshut                  | Zweitmandat                  | 24,1 % | |
| Guido Wolf             | 1961        | CDU      | 55 Tuttlingen-Donaueschingen | Direktmandat                 | 46,0 % | |
| Werner Wölfle          | 1953        | Grüne    | 02 Stuttgart II              | Zweitmandat                  | 16,6 % | |
| Marianne Wonnay        | 1952–2023   | SPD      | 49 Emmendingen               | Zweitmandat                  | 28,8 % | |
| Norbert Zeller         | 1950        | SPD      | 67 Bodensee                  | Zweitmandat                  | 22,5 % | |
| Karl Zimmermann        | 1951        | CDU      | 08 Kirchheim unter Teck      | Direktmandat                 | 41,6 % | |